# Alfred Kawecki
Alfred Kawecki (ur. 4 czerwca 1871, zm. ?) – pułkownik piechoty Wojska Polskiego.

## Życiorys
Został oficerem c. i k. Armii. Służył w 24 pułku piechoty. Na stopień majora został mianowany ze starszeństwem z 1 listopada 1916 w korpusie oficerów piechoty.
Po odzyskaniu przez Polskę niepodległości został przyjęty do Wojska Polskiego. 12 lutego 1920 został przeniesiony z PKU Lwów do Powiatowej Komendy Uzupełnień Inowrocław na stanowisko komendanta. Od 2 kwietnia do 24 lipca 1920, w czasie wojny z bolszewikami, był dowódcą 14 pułku piechoty. 
Został awansowany do stopnia pułkownika piechoty ze starszeństwem z dniem 1 czerwca 1919. Jako oficer nadetatowy 8 pułku piechoty Legionów w 1923 był zastępcą komendanta miasta Lublina, a w 1924 był komendantem miasta Lublina. Pełniąc to stanowisko w połowie lat 20. był członkiem Komitetu Budowy Domu Żołnierza Polskiego w Lublinie. W 1928 jako pułkownik przeniesiony w stan spoczynku zamieszkiwał w Kołomyi.

## Ordery i odznaczenia
- Krzyż Zasługi Wojskowej 3 klasy z dekoracją wojenną i mieczami[9]
- Signum Laudis Brązowy Medal Zasługi Wojskowej na wstążce Krzyża Zasługi Wojskowej[9]
- Krzyż Wojskowy Karola[9]
- Brązowy Jubileuszowy Medal Pamiątkowy dla Sił Zbrojnych[9]
- Krzyż Jubileuszowy Wojskowy[9]
- Krzyż Pamiątkowy Mobilizacji 1912–1913[9]